# Rose Dupuis

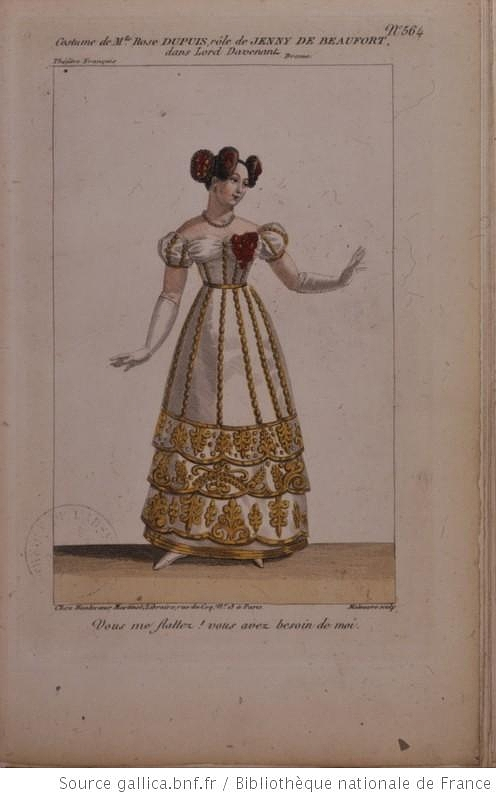
Rose Dupuis als Jenny Beaufort in Lord Davenant von Jean-Baptiste-Charles Vial

Rose-Françoise-Gabrielle-Désirée Dupuis, kurz Rose Dupuis (* 7. März 1791 in Poissy; † 1. Dezember 1878 in Saint-Pierre-lès-Nemours), war eine französische Schauspielerin.

## Biographie
Dupuis entstammt einer Kaufmannsfamilie. Ihr Bühnendebüt hatte sie 1807 im Théâtre des jeunes Éleves. Es folgten Auftritte im Théâtre du Vaudeville und dem Théâtre de la Porte Saint-Martin. Nebenbei nahm sie Schauspielunterricht bei Dazincourt. Dadurch kam sie schon 1808 an die Comédie-Française, bei der sie 1812 zur Sociétaire de la Comédie-Française gewählt wurde.
Dupuis hatte große Konkurrenz und so wurde sie selten für Hauptrollen besetzt, was bis 1835, dem Jahr, an dem Dupuis den Bühnenabschied nahm, so bleiben sollte. Am Ende ihrer Karriere konnte sie jedoch auf über 52 von ihr geschaffenen Charakteren in Haupt- und Nebenrollen zurückblicken.
Als festes Ensemblemitglied wurde Dupuis eine Pension zuteil und sie ließ sich in Saint-Pierre-lès-Nemours nieder, wo sie auch starb.
Dupuis hatte drei Kinder, von denen eine Tochter, Eulalia, und ein Sohn, Adolph, ebenfalls Schauspieler wurden. Eulalia heiratete den Schauspieler und Maler Edmond Geffroy und gab ihre Bühnenkarriere auf.

## Rollen (Auswahl)
- 1808: Andromaque in Andromaque von Jean Racine
- 1809: Die Mariane in Tartuffe von Molière
- 1812: Eliante in Le Misanthrope von Molière
- 1815: Julie in Racine et Cavois von Charles-Guillaume Étienne
- 1821: Madamme Saint-Léger in Le Mari et l’amant von Jean-Baptiste Vial
- 1825: Madamme de Bermar in L’Auteur et l’avocat von Paul Duport
- 1829: Catherine in Le Menuisier de Livonie ou les Illustres voyageurs von Alexandre Duval
- 1833: Miss Polly in Clarisse Harlowe nach Samuel Richardson
- 1835: Marie de Médicis in Richelieu ou la Journée des dupes von Népomucène Lemercier